# 克萊德港 (緬因州)
克萊德港（英語：Port Clyde）是位於美國緬因州諾克斯縣的一個非建制地區。

## 地理
克萊德港所處的海拔為高於海平面15米（即49英呎），而該地所採用的時區為UTC-5，即北美东部時區（EST）。同時該地設有夏令時間，為UTC-5調快一小時，即UTC-4（EDT）。